# Toponiem

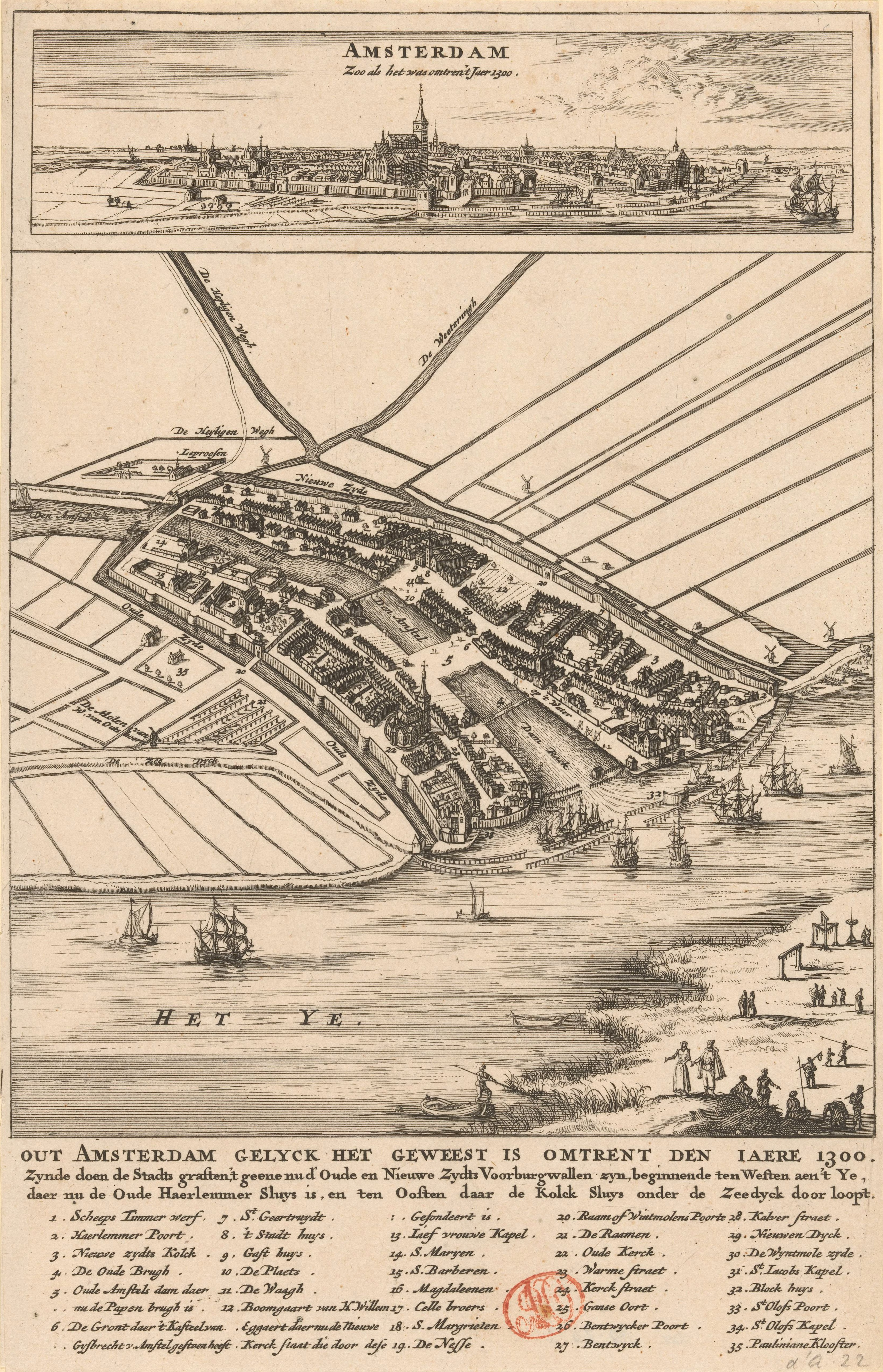
Amsterdam rond 1300, met de naamgevende dam in de rivier de Amstel

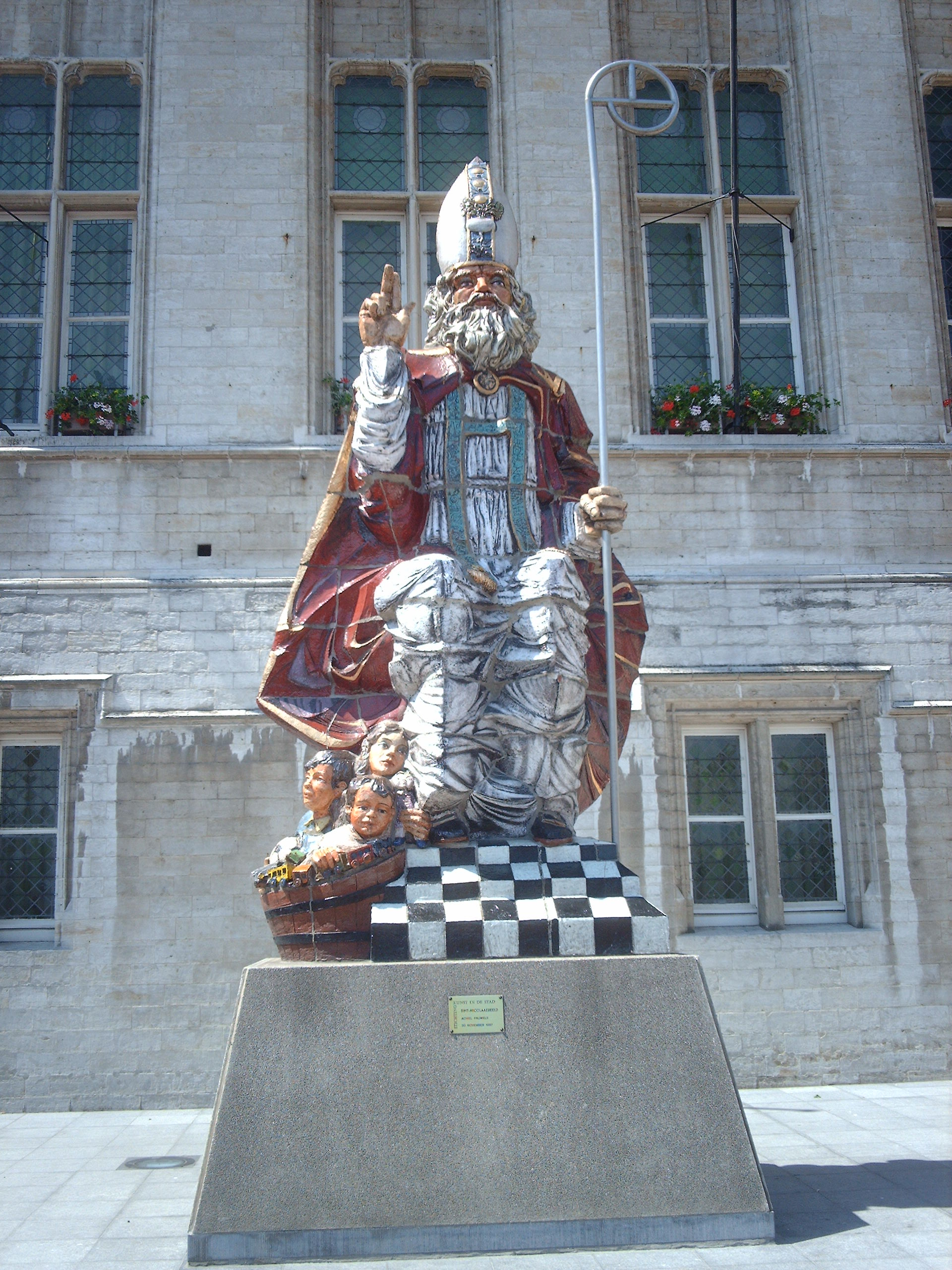
Standbeeld van Nicolaas van Myra op de Grote Markt van het naar hem genoemde Sint-Niklaas

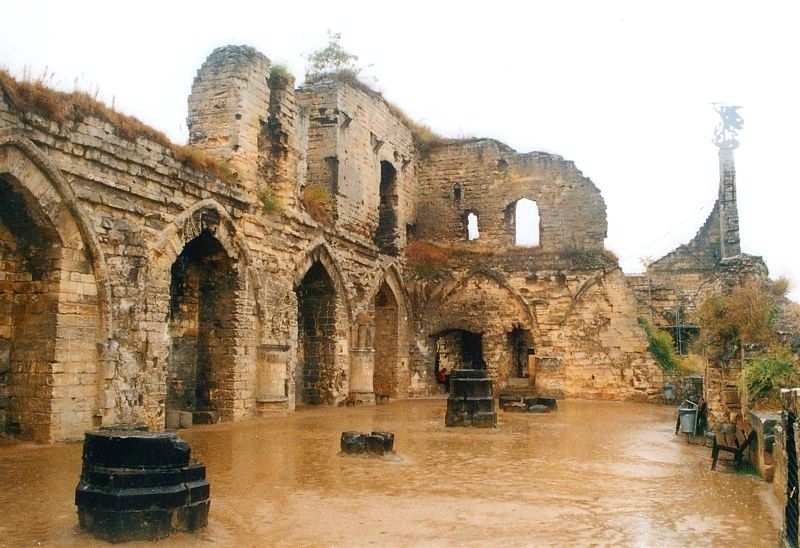
Ruïne van kasteel Valkenburg, aan de voet van deze hoogteburcht ontwikkelt zich het stadje Valkenburg

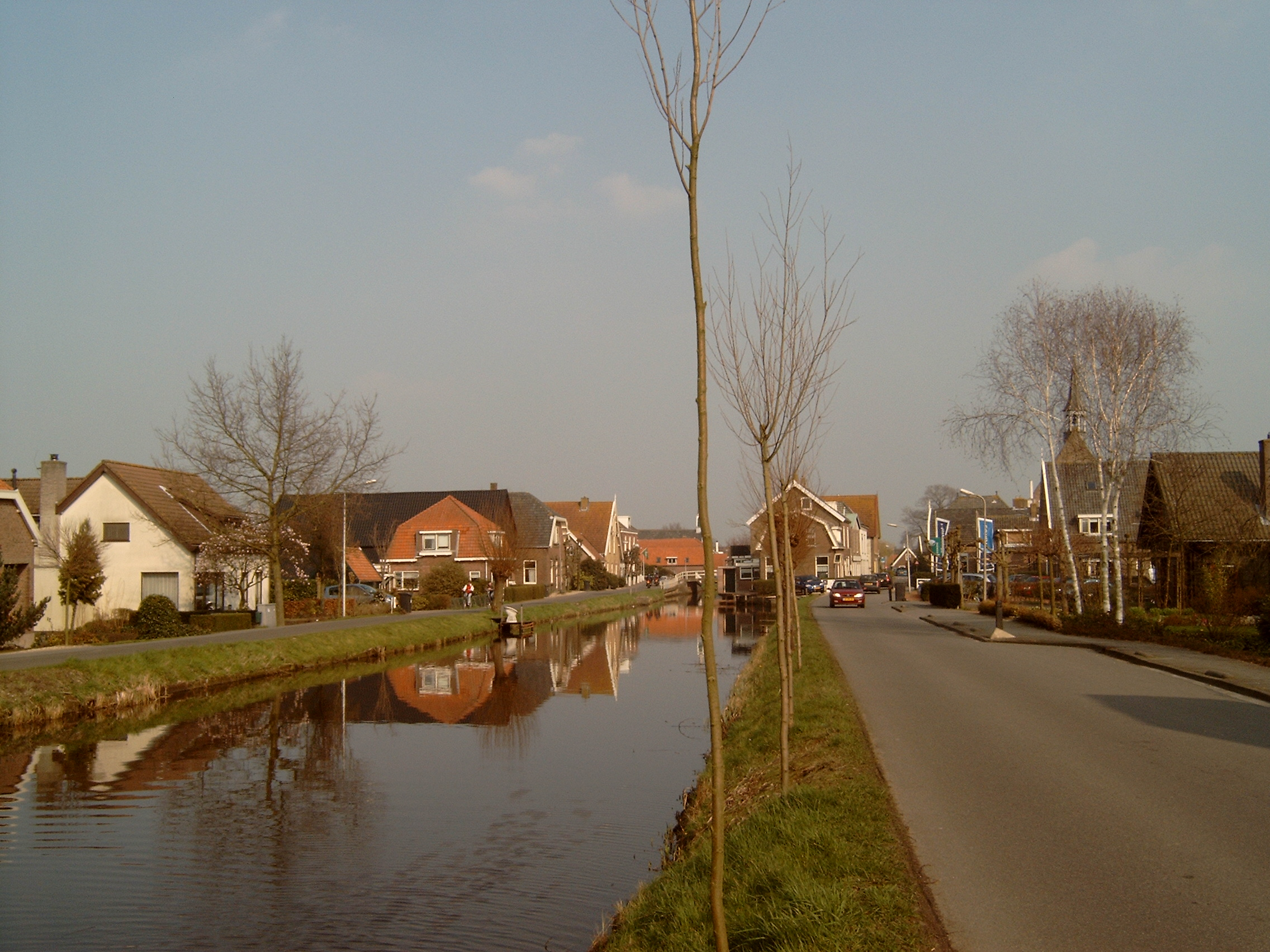
Het dorp Molenaarsgraaf met de in opdracht van Willem de Molenaar gegraven vaart

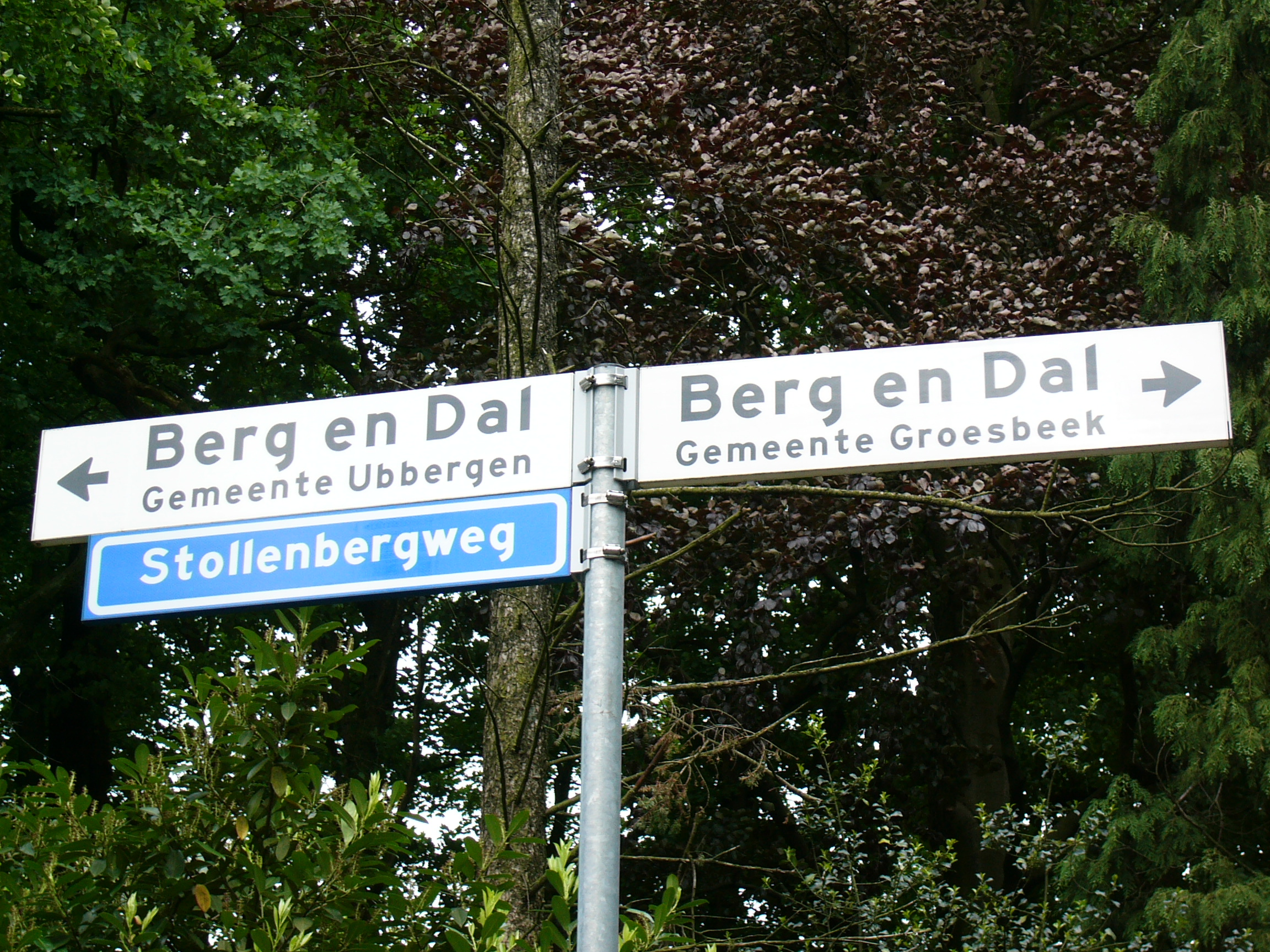
Het naar het heuvelachtige landschap genoemde dorp Berg en Dal ligt in de twee gemeenten Ubbergen en Groesbeek

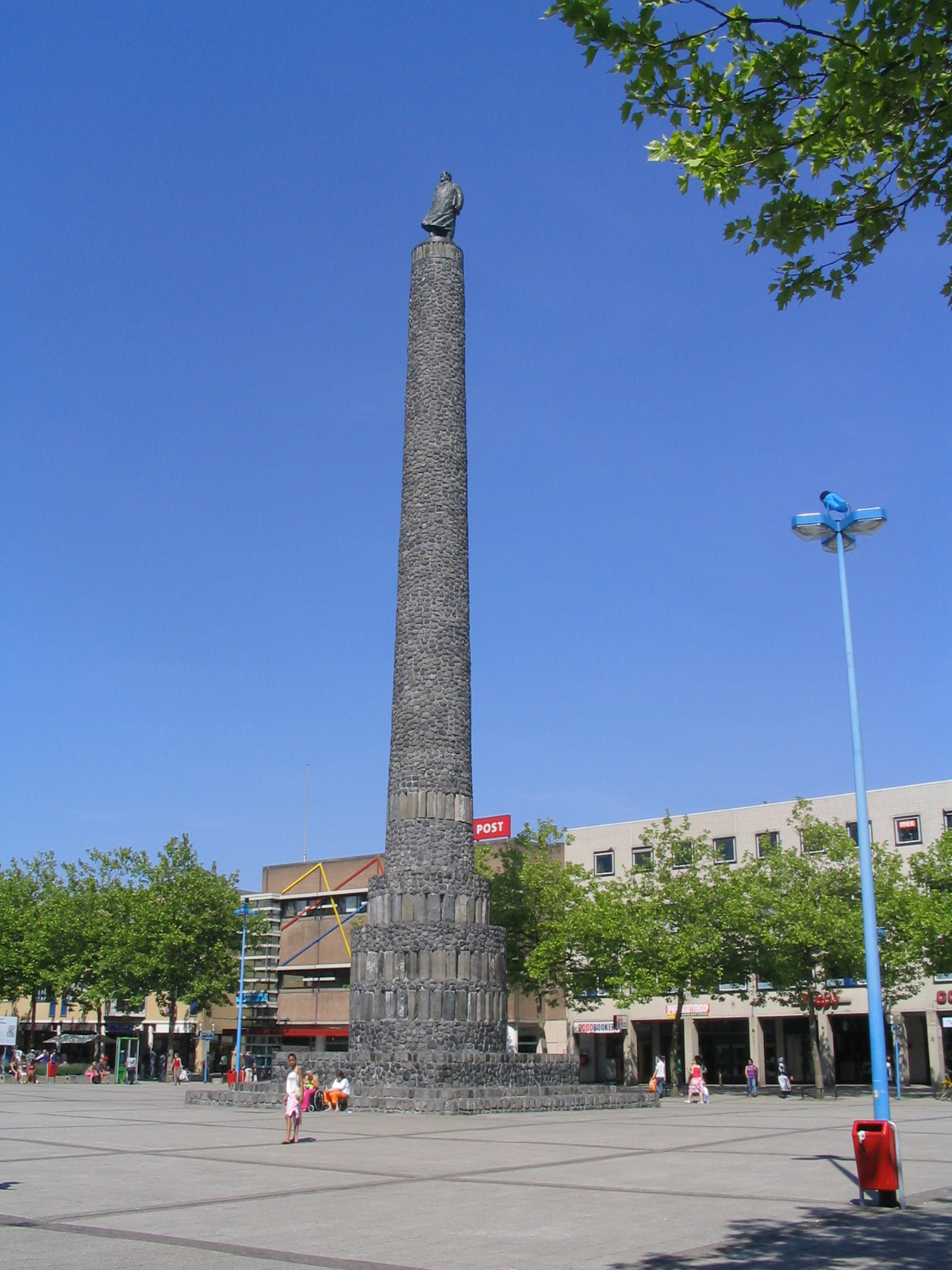
Standbeeld van Cornelis Lely in het naar hem genoemde Lelystad

Een toponiem is een plaatsnaam (uit Oudgrieks, τόπος = plaats, ὄνομα = naam). De studie van de toponiemen heet de toponymie.
Het Belgisch Nationaal Geografisch Instituut definieert een toponiem als de eigennaam van een geografische entiteit. Anders gezegd, niet alleen de naam van een stad, plaats of dorp is een toponiem, maar ook de naam van een landschapselement zoals een rivier, eiland, polder, moerasgebied, bergketen of woestijn.

## Oorsprong
Gehuchten, dorpen, steden en landstreken kregen vaak hun naam door de geografische verschijningsvorm, de persoon die er woonde, of een gebeurtenis die er plaatsvond. Geografische verschijningsvormen in plaatsnamen zijn te onderscheiden in landschappen (berg, duin, bos), bodemgesteldheid (zand, veen, zout) en menselijke activiteit (dam, burg, kanaal).
Namen kunnen heel goed uit talen afkomstig zijn die ter plekke al lang niet meer gesproken worden.
In Nederland en Vlaanderen worden sinds ongeveer de vierde eeuw n.Chr. alleen Germaanse dialecten gesproken, die zich ontwikkeld hebben tot de huidige dialecten en de Nederlandse en Friese standaardtaal. De meeste namen zijn daaruit afkomstig, maar sommige zijn ouder, bijvoorbeeld van Romeinse oorsprong, zoals Utrecht (Trajectum), of Keltische, zoals Nijmegen (Noviomagus). Ook van een Germaanse naam is vaak nog wel aan de hand van de vorm de ouderdom ongeveer in te schatten, omdat de taal zich ontwikkeld heeft en ook de gewoonten in naamgeving steeds veranderen.
Plaatsnamen die eindigen op herkenbare woorden zoals -donk, -holt, -horst, -laar en -bos stammen van na het jaar 1000. In veel namen zijn niet direct Nederlandse woorden te herkennen - zo komt de naam Zutphen van "zuidveen".
Ook worden namen waarin de oorspronkelijke woorden niet meer herkend worden soms verbasterd doordat men er andere woorden in herkent - dit wordt wel volksetymologie genoemd, bijvoorbeeld:
- Bazuin heeft niets met een bazuin (muziekinstrument) te maken, maar komt van byzueden (ten zuiden van)
- Ridderkerk heeft niets met ridders te maken, maar komt van Riederkerk (kerk te Ried)
- Zwammerdam heeft niets te maken met zwammen, maar komt van Suadeburcherdam. Het woord suade betekent grens, want op de plaats waar de dam in de Rijn lag was de meest oostelijke grens van de landen van de graaf van Holland. Bij deze plaats stond een burcht om het land van de graaf van Holland te verdedigen.

De verbastering maakt het soms moeilijk de oorsprong te vinden. Zo komt Farmsum van Fretmarashem (naar een persoonsnaam Fretmar).
We weten hier veel over omdat er vanaf ongeveer het jaar 1000 overal archieven zijn bijgehouden; de meeste huidige toponiemen die in die tijd al bestonden komen daarin wel een of meer keer voor, zodat we hun ontwikkeling door de tijd heen kunnen volgen. Dit is niet altijd eenvoudig: er was geen standaard spelling, veel handschriften zijn slecht leesbaar, veel teksten zijn geschreven door personen die de naam in kwestie niet kenden, met veel fouten als gevolg. Ook zijn nogal wat handschriften vervalst.
Van tamelijk veel plaatsnamen is onzeker, wat de oudste bron en wat de herkomst ervan is. Bijvoorbeeld de plaatsnamen op -drecht, zoals Dordrecht, zijn volgens sommige geleerden Germaans, want verwant met dragen, en volgens anderen Romeins, want verwant met trajectum, rivierovergang, evenals Utrecht.

## Achternamen
Veel achternamen zijn ontstaan uit toponiemen en kenmerken zich door het voorzetsel 'Van'. De achternaam Van Woerden ontstond uit de plaatsnaam Woerden, Van Brussel en Brusselmans ontstonden uit het toponiem Brussel. De naam Van Simpel ontstond als verbastering uit de stadsnaam Saint Pol. Ook het omgekeerde komt voor: zo is de Van Brienenoordbrug genoemd naar het Eiland van Brienenoord, dat genoemd is naar Arnoud Willem van Brienen van de Groote Lindt, wiens naam verwijst naar het dorp Brienen bij Kleef.

## Bestanddelen van een toponiem

### Proto-Indo-Europese en andere prehistorische bestanddelen
Het Proto-Indo-Europees (PIE) is een door etymologen gereconstrueerde taal, waar o.a. de Keltische, Germaanse en Romaanse talen van zouden zijn afgeleid. In onze streken komen echter ook veel woorden van andere herkomst voor, die niet PIE zijn. Deze worden als taalsubstraat betiteld. De eerste sprekers van een PIE taal, in onze streken Kelten en Germanen, namen deze benamingen, evenals talrijke woorden, die betrekking hebben op de natuur in Noordwest-Europa, van eerdere hier wonende volkeren over. Een niet te verwaarlozen percentage van de Germaanse woorden is geen erfwoord, maar een ontlening uit zo'n substraattaal. Dit geldt ook voor rivier- en plaatsnamen. Daar van deze substraattalen (nagenoeg) geen schriftelijke bewijsstukken bestaan, zullen veel plaats- en riviernamen, die wellicht hierop teruggaan, voor de taalkunde onverklaard blijven.
- Rivieren:
  - IJssel, Hollandse IJssel, Oude IJssel[2] van PIE eis-/ois-/is- en ijlen, snel stromen
- Plaatsnamen:
  - Zeist

### Keltische bestanddelen
De Kelten hebben ons vooral namen van rivieren (hydroniemen) en van strategische, vaak aan rivieren gelegen plaatsen, nagelaten, doorgaans alleen in Zuid-Nederland; benoorden de Rijn hebben zich weinig of geen Kelten gevestigd. De meeste Keltische plaatsnamen bevatten dan ook de Keltische benaming voor water, waterloop of rivier. Enkele voorbeelden:
- Rivieren:
  - IJzer: wordt vermeld in 846 als Isera (Is-ara = woelig water)
  - Maas: afkomstig van het pre-Keltische Mosa, wat 'vochtig' betekent
  - Leie: in de 10e eeuw vermeld als Legia (Keltisch voor waterloop)
  - Dender: afkomstig van het Keltische Tanara (bruisend, kolkend water)
  - Durme: afgeleid van het Keltische Dorma (woelige beek)
  - Demer: in 908 vermeld als Tamara (donker water)
- Strategische plaatsen aan waterlopen:
  - Temse: in 870 vermeld als Temsica. Het is vermoedelijk dezelfde naam als 'Thames', die teruggaat op een grondwoord dat in het Middel-Iers als teim (duister, grijs, grauw) terug te vinden is.
  - Gent: afkomstig van Ganda, wat monding betekent. Gent ligt aan de monding van de Leie in de Schelde.
- Andere Keltische plaatsnamen:
  - Nijmegen: ontstaan uit Noviomagus, de Romeinse plaatsnaam die direct is afgeleid van de Keltische woorden nowyos (nieuw) en magos (veld of vlakte).
  - Dorestad, vermoedelijk afgeleid van een Keltisch, van oorsprong PIE woord, etymologisch verwant met deur, poort

### Gallo-Romeinse bestanddelen
De toponiemen die we overhouden aan vijf eeuwen Romeinse bezetting, schetsen een beeld van de maatschappelijke organisatie. De meeste plaatsnamen zijn elementen uit het legioen en bezettingen.
- Castellum (fort): Kassel, Kessel, Kessel-Lo, Casteau
- Castra (legerplaats): Kester, Kasterlee, Chastre, Kesteren, Kaaster, Kaster
- Traiectum (oversteekplaats): Maastricht, Utrecht
- Vicus (dorp, gehucht, wijk): Katwijk, Opwijk, Noorderwijk, Oisterwijk, Oudwijk, Wijk bij Duurstede, Vicq
- Villa (landgoed): Villariacum Wilrijk, Wijlre, Wolder
- De uitgang '(i)acum' of '(i)anum' (bezit): Villariacum, Blariacum (Blerick), Viroviacum (Wervik), Cortoriacum (Kortrijk), Orola(u)num (Aarlen).
- De plaatsnamen Vaals, Cadier en Keer[3] en andere in het uiterste zuiden van Nederlands Limburg zijn (deels) van Romaanse oorsprong en dateren uit de vroege middeleeuwen, toen de taalgrens Germaans-Romaans iets noordelijker verliep dan tegenwoordig.

### Germaanse bestanddelen
Veel namen van beken, rivieren en meren met Aa of Aam, Ee, Ie of IJ zijn terug te leiden naar het Oudgermaanse woord aha of ama dat water betekent. Voorbeelden: Drentsche Aa en in verbasterde vorm: Amstel, Diem, Dokkumer Ee, Eem (vroeger Amer geheten), Eems en het IJ. Plaatsnamen met dit bestanddeel zijn bijvoorbeeld:
- Amersfoort: ligt bij het punt waar meerdere beekjes samenkomen en de Eem vormen.
- Breda: ontstaan bij de natuurlijke samenvloeiing van de rivieren Aa of Weerijs en Mark.
- Pekela: gelegen aan de Pekel A (zout water).
- IJlst, in het Fries met lidwoord Drylts: de oude benaming Ylike[4] verwijst naar het riviertje (like of leke) de Ee (Y).

Veel namen van beken, rivieren en meren met -pe zijn terug te leiden naar het waarschijnlijk Oud-Germaanse woord apa, dat eveneens water betekent. Deze soms meer dan 1.500 jaar oude namen zijn doorgaans tot plaatsnamen geworden.
Voorbeelden:
- Epe
- Epen
- Gennep
- Jisp
- Weesp

Het Germaanse woord lauha(z) (open plek in een bos; bosje op hoge zandgrond) is in heel veel plaatsnamen terug te vinden als loo of le. Voorbeelden: Almelo, Baarle, Dinxperlo, Heiloo, Leuven (van Lo-ven), Lotenhulle, Waterloo, Wattrelos.
Een Germaans *swaþjô-, (grenssloot, grens) komt terug in Zweth (Zuid-Holland).
- Vecht en Overijsselse Vecht (rivieren),[7] dat wordt verbonden met Oud-Nederlands vagar, Oud-Noords fagr 'glanzend', 'schoon' en PIE pek- 'reinigen'. Hier bestaat, zoals in veel andere gevallen, onzekerheid, of de naam in de Germaanse of reeds in een oudere, vóór-Germaanse periode is ontstaan.

In de plaatsnamen vinden we in de noordoostelijke helft van Nederland regelmatig , maar in Vlaanderen slechts sporadisch een Nedersaksisch element, zoals -tun (Autun, Tungelroy), wat omheining betekent. Een ander - verbasterd - voorbeeld is Waasten, waarvan de vroegere benaming Warnasthun verwijst naar hoeve van Warino. We vinden deze uitgang nog steeds terug in het Engelse town. In Engeland zijn voorbeelden als Norton, Easton, Wootton, Northampton en Southampton te vinden.
Noord-Nederlandse plaatsnamen op -buren (Fries: buorren), betekenis: nederzetting, zoals Siddeburen, hangen samen met een groep Oud-Germaanse woorden, waar de Nederlandse woorden buur, buurt en boer van zijn afgeleid. Deze zijn op hun beurt weer afgeleid van een PIE woordgroep, waar het werkwoord bouwen op teruggaat.
De nederzettingen rond de burchten of forten uit de feodale tijd leidden tot namen op -burg, die in sommige streken werd verfranst naar -bourg. Voorbeelden zijn Oostburg, Luxembourg (afkomstig van Lutzelinburg: de kleine burcht, nu nog heel duidelijk te zien aan de Luxemburgse naam Lëtzebuerg), Straatsburg, Limburg, Batenburg, Spakenburg, Den Burg, Dennenburg, Kraggenburg, Middelburg, Tilburg, Oost- en West-Souburg.

### Christelijke bestanddelen
Aanvankelijk was de toponymische bijdrage van het christendom zeer beperkt. Dit was vooral te wijten aan het feit dat meer heidense volkeren (Germanen, Franken, Romeinen) in onze gewesten hun stempel op het maatschappelijke leven drukten. Toch zijn er woorden waarin we duidelijke religieuze invloeden kunnen terugvinden, zoals klooster (monasterium), dat we bijvoorbeeld terugvinden in Waasmunster (in 1019 vermeld als Wasmonasterium), Munsterbilzen, Ingelmunster, Nieuwmunster, Munstergeleen, Monster, Kloosterburen en Kloosterzande.
Uiteraard zijn vele plaatsnamen ook verwijzingen naar een kerk of kapel, zoals Zuienkerke (in 1110 vermeld als Siuuancherka: kerk gesticht door Swivo), Serooskerke, Grijpskerke, Kerkenveld, Kerksken, 's-Heer Abtskerke, Wissenkerke en Kapellebrug.
Vanaf de 12e eeuw lag vaak de lokale patroonheilige aan de basis van de plaatsnaam. In vele gevallen verdween zelfs de oude naam, waardoor hij nu bijna onherkenbaar is. Voorbeelden zijn Sint-Omaars (vroeger Sitdiu) en Sint-Truiden (aanvankelijk Sarchinium). Minder verbasterde voorbeelden zijn Sint-Niklaas, Sint-Annaland, Sint Annaparochie, Sint-Annen, Sint Anthonis, Sint Geertruid, Sint Gerlach, Sint Hubert, St. Isidorushoeve, Sint Jacobiparochie, Sint Jansklooster, Sint Jansteen, Sintjohannesga, Sint Laurens, Sint Maarten, Sint Maartensbrug, Sint-Maartensdijk, Sint Maartensvlotbrug, Sint Maartenszee, Sint-Michielsgestel, Sint Nicolaasga, Sint Odiliënberg, Sint-Oedenrode, Sint Pancras, Sint Philipsland, St. Willebrord, Sint-Job-in-'t-Goor, Sint-Lenaarts, Sint-Martens-Leerne, Sint-Amands, Sint-Amandsberg en Sint-Denijs-Westrem.

## Herleiding
Veel voorkomende bestanddelen van toponiemen zijn onder andere:
- Akker
- Aarde
- Bake, bakel, baken
- Balderij
- Beek
- Beemd
- Berg of Bergen
- Bos
- Braak
- Brand
- Broek
- Brug
- Bruul
- Burg
- Cope
- Chem
- Daal, dael, dal of del(le)
- Dam
- Deel
- Dijk
- Donk
- Doorn
- Dorp
- Drecht
- Dries
- Gem
- Gestel
- (H)em, heem
- Hoek
- Holt of hout
- Ho(o)rn
- Horst
- Hoven of hof, hoof
- Hurk
- (I)acum
- Ingen
- Kapel(le) of Cappel(le): kapelle, kappel
- Karspel, Kerspel
- Kerk: kerk, kerke, kerken
- Klooster
- Koog
- Laar
- Lies, lis-, luisse(l)
- Lo(o), -le of -el: bos
- Loon
- Made, mede, maat, meet
- Mark
- Meer
- Molen
- Muiden: riviermond
- Munster of monster
- Nij-, Nie: nieuw
- Phen, fen
- Pol, pool, paal
- Pomp
- Poort
- Rode
- Sel, selle, zele, sele
- Schot(e), schoot
- Speet
- Stad
- Terp
- Til
- um, em
- trecht, tricht
- Vliet
- Voord(e) of voort
- Vorst
- Vroen of vroon
- Waard
- Wal(s) of Wassen
- Waes
- Werf
- Wierde, werd, warden
- wik
- Winkel
- Wolde of woud(e)
- Wolfs
- Zand(e)
- Zeel, zeil
- Zijl, ziel
- Zuidwending
- Zwet

## Toponymische woordenboeken
Er bestaan verschillende verklarende plaatsnaamkundige woordenboeken:

### Nederland en Vlaanderen
- Woordenboek der Noord- en Zuid-Nederlandse plaatsnamen, dr. J. de Vries, Aula-pocket, uitgeverij Het Spectrum, 1962
- Toponymisch Woordenboek van België, Nederland, Luxemburg, Noord-Frankrijk en West-Duitsland (vóór 1226), Maurits Gysseling, 1960
- Codex Nederlands-Limburgse Toponiemen. 1160 Nederzettingsnamen, 1425 bronnen. Prof. dr. M.J.H.A. ( Arthur ) Schrijnemakers. Uitgave: Stichting Cultuurhistorische Uitgaven Geleen ( SCHUG ) 2014

### België
- Woordenboek der Toponymie van Westelijk Vlaanderen, Vlaamsch Artesië, het Land van den Hoek, de graafschappen Guines en Boulogne, en een gedeelte van het graafschap Ponthieu. 18 dln. Brugge, 1914-1938: K. De Flou
- Dictionnaire étymologique du nom des communes de Belgique y compris l'étymologie des principaux noms de hameaux et de rivières, Albert Carnoy, Leuven 1939-1940.
- Origines des noms des communes de Belgique, y compris les noms des rivières et principaux hameaux, Albert Carnoy, Leuven 1948-1949

### Nederland
- Lexicon van Nederlandse Toponiemen tot 1200, Künzel R., D. Blok en J. Verhoeff, uitg. Meertens Instituut, Amsterdam, 1988, 2e herz. dr. 1989
- Nederlandse plaatsnamen, Gerald van Berkel, uitg. Spectrum 1995
- Nederlandse plaatsnamen, Herkomst en historie, G. van Berkel en K. Samplonius, uitg. Spectrum 2007

## Langste plaatsnamen
De top 10 van de wereld:
- 162 letters; Krung thep mahanakhon ratanakosin mahintharayutthaya mahadilok pop noparatrtchathani burirom udomratchanivetma hasathan amornpiman avatarnsa thit sakkathatiyavisnukarmpraist, de lokale (poëtische) naam voor Bangkok
- 87 letters; Taumatawhakatangihangakoauauotamateaturipukakapikimaungahoronukupokaiwhenuakitanatahu Maori-naam van een heuvel in Nieuw-Zeeland
- 71 letters; Gorsafawddacha'idraigodanheddogleddollônpenrhynareurdraethceredigioon, plaats in Wales
- 67 letters; Llanfairpwllgwyngyllgogerychwyrndrobwllllantysiliogogogoch, plaats in Wales
- 59 letters; El Pueblo de Nuestra Señora la Reina de Los Ángeles del Río de Porciúncula, stad in de VS, ook wel L.A. genoemd.
- 47 letters; Chargoggagoggmanchauggagoggchaubunagungamaugg, meer in de buurt van het stadje Webster (Massachusetts)
- 42 letters; Lower north branch little southwest miramichi, rivier in Canada
- 42 letters; La Villa Real de la Santa Fe de San Francisco de Asís, plaats in de VS ook wel Sante Fe afgekort.
- 38 letters; Whakatakanga-o-te-ngarehu-o-te-ahi-a-tamatea, Maori-naam voor Hanmer Springs
- 35 letters; Meallan liath coire mhic Dhubhghaill, plaats in Schotland in de buurt van Aultanrynie

De langste plaatsnaam in België is met 26 letters "Ottignies-Louvain-la-Neuve" of de straat "Burgemeester Charles Rotsart de Hertainglaan" (40 letters) uit Maldegem. De langste aan elkaar geschreven plaatsnaam in België is Eggewaartskapelle (17 letters).
De langste plaatsnaam in Nederland is met 28 letters het Overijsselse Westerhaar-Vriezenveensewijk maar ook met 50 tekens Grijpskerke, Poppendamme, Buttinge, Zantvoort en Hoogelande. De langste aan elkaar geschreven plaatsnaam is met 25 letters Gasselterboerveenschemond in Drenthe. De langste straatnaam in Nederland is de Ir. Mr. Dr. van Waterschoot van der Grachtstraat in Heerlen (48 tekens).
De kortste plaatsnaam in Nederland is Ee in Friesland, in het Fries 'Ie' genoemd.